# La Nuit qui ne finit pas
Ne doit pas être confondu avec La Nuit la plus longue.
Pour les articles homonymes, voir La Nuit qui ne finit pas (homonymie).
La Nuit qui ne finit pas (titre original : Endless Night) est un roman policier d'Agatha Christie publié le 30 octobre 1967 au Royaume-Uni. Il est publié en 1968 aux États-Unis et en 1969 en France.

## Résumé
« En ma fin est mon commencement » sont les premiers mots du livre, mais aussi les derniers. L'histoire est racontée à la première personne par le principal protagoniste, Michael Rogers. Il s'agit d'un jeune Anglais qui a exercé plusieurs métiers, toujours en cherchant à obtenir davantage mais sans peiner trop, et qui cherche un sens à sa vie, avec tous ses espoirs, ses rêves et ses ambitions.
Il ne trouve pas de réponse, du moins jusqu'au jour où il rencontre Ellie, une riche héritière américaine souhaitant échapper à son milieu étouffant. Ils tombent amoureux et se marient. Rudolph Santonix, un célèbre architecte ami de Michael, leur construit une maison à Gipsy's Acre, où ils emménagent avec Greta Anderson, la dame de compagnie d'Ellie.
Parmi les villageois dont le couple fait la connaissance se trouve Esther Lee, une vieille gitane qui terrifie Ellie en la menaçant d'une malédiction si elle reste. Un jour, la jeune femme ne rentre pas de sa promenade à cheval quotidienne ; on retrouve plus tard son corps dans les bois.

## Personnages
- Fenella Rogers (née Guteman) : souvent appelée Ellie, une riche héritière
- Michael Rogers : mari d'Ellie Guteman
- Stanford Lloyd : ancien mari de Claudia Hardcastle et l'un des administrateurs d'Ellie
- Andrew Lippincott : tuteur et fiduciaire d'Ellie
- Cora van Stuyvesant : la belle-mère d'Ellie
- Reuben Pardoe : cousin d'Ellie
- Greta Andersen : amie d'Ellie
- Esther Lee : gitane
- Major Phillpot : juge de paix à Kingston Bishop
- Claudia Hardcastle : sœur de Rudolf Santonix
- Rudolf Santonix : architecte

## Commentaires

### Écriture
Agatha Christie a écrit le roman en seulement six semaines, au lieu des trois à quatre mois habituels. Alors âgée de 77 ans, elle n'éprouve cependant aucune difficulté à raconter l'histoire du point de vue d'un jeune homme dans la vingtaine. Elle expliquera qu'« après tout, vous entendez des gens comme lui parler tout le temps ».
Comme dans tous ses romans, Agatha Christie expose le développement des sentiments dans l'âme du héros et souligne la faiblesse de l'esprit humain et l'impossibilité de lutter contre le destin.

### Titre et dédicace
Le titre du roman vient du poème Auguries of Innocence (en) de William Blake, qui s'accorde avec le thème développé par Agatha Christie dans le roman : un esprit torturé qui choisit toujours le mal plutôt que le bien.
Le livre est dédié à Nora Prichard, un membre de la famille de Agatha Christie. C'est elle qui lui parla d'un terrain appelé « Gipsy's Acre » dans la brande du Pays de Galles.

## Éditions
- (en) Endless Night, Londres, Collins Crime Club, 30 octobre 1967, 224 p.
- (en) Endless Night, New York, Dodd, Mead and Company, 1968, 248 p.
- La Nuit qui ne finit pas (trad. Claire Durivaux), Paris, Librairie des Champs-Élysées, coll. « Le Masque » (no 1094), 1969, 256 p.
- La Nuit qui ne finit pas (trad. Jocelyne Warolin), dans : L'Intégrale : Agatha Christie (trad. de l'anglais, préf. Jacques Baudou), t. 12 : Les années 1965-1970, Paris, Librairie des Champs-Élysées, coll. « Les Intégrales du Masque », 1999, 1272 p. (ISBN 2-7024-2497-X, BNF 37035425)

## Adaptations
- 1972 : Endless Night, film britannique de Sidney Gilliat ;
- 1997 : La Nuit qui ne finit pas, bande dessinée française de la collection Agatha Christie de François Rivière (scénario) et Frank Leclercq (dessin) ;
- 2008 : Endless Night, feuilleton radiophonique pour BBC Radio 4 ;
- 2013 : La Nuit qui ne finit pas (Endless Night), téléfilm de la série britannique Miss Marple (épisode 6.03), avec l'ajout du personnage de Miss Marple joué par Julia McKenzie.
- 2020 : La Nuit qui ne finit pas, premier épisode de la 3e saison de la série Les Petits Meurtres d'Agatha Christie